# 初恋の想い出
『初恋の想い出』（はつこいのおもいで、原題:情人结）は、2005年の中国映画。監督はフォ・ジェンチイ、ヴィッキー・チャオとのルー・イーを主演に迎えて贈る悲恋ドラマ。安頓の小説が原作。
日本では2007東京・中国映画週間で『恋人結』の邦題で上映された後、2008年に『初恋の想い出』の邦題で劇場公開された。

## キャスト
- ヴィッキー・チャオ
- ルー・イー
- ソン・シャオイン
- チャン・チアン
- ツイ・ミンチェ

## 受賞歴
- 第8回上海国際映画祭：最優秀主演女優賞
- 第11回華表奨：最優秀主演女優賞
- 第8回長春映画祭：最優秀主演女優賞、最優秀助演女優賞
- 北京市政府文芸賞：作品賞